# عبد الله الشيخ نور
عبد الله بن الشيخ نور بن عبدي بن محمد بن علي بن محمد بن عيس السَّعَدِيّ (من مواليد 1948م الموافق 1367هـ، جالكايو، الصومال) هو عالم حديث وباحث أكاديمي صومالي، يُعد من أبرز علماء الشريعة الإسلامية في الصومال في العقود الأخيرة، وله مساهمات علمية في مجالات الحديث وعلومه، كما له نشاط بارز في المجال الخيري والتربوي.

## النشأة والتعليم
وُلد الشيخ عبد الله بن الشيخ نور في مدينة جالكايو عام 1367هـ الموافق 1948م. توفي والده وهو في سن الثانية، وتربّى في كنف والدته عائشة إبراهيم حسن، شقيقة الشيخ الشهير يوسف إبراهيم دريد. التحق بمدرسة تحفيظ القرآن (الدكسي) في صغره، على يد أخيه المعلم عبد الرحمن الشيخ نور، وأكمل حفظ القرآن الكريم في البادية قبل أن يعود إلى المدينة ليواصل طلب العلم.
درس الفقه الشافعي على يد الشيخ علي علمي فارح المعروف بـ"شيخ علي علمي يرى"، وعلوم اللغة والنحو على يد الشيخ أحمد الشيخ يوسف، وتلقى علم النحو من كتاب الآجرومية.
في ستينيات القرن العشرين، انتقل إلى مقديشو ودرس على يد عدد من العلماء البارزين مثل:
1. الشيخ أحمد بارود (كتاب الجوهر المكنون في المعاني والبديع).
2. الشيخ عبد الرحمن شيخ يوسف الأبسمي المعروف بـ"شيخ عبد الرحمن طوب" (كتاب لامية الأفعال وكتاب متممة الآجرومية).
3. الشيخ محمود عبد الرحمن الملقب بـ"حروا" (كتاب حديقة التصريف).
4. الشيخ عمر في مسجد أبتي (كتاب قطر الندى وبل الصدى).
5. الشيخ محمد نور قوي، لتحق لاحقًا ودرس عليه كتب الحديث مثل: الجامع الصحيح للبخاري، سنن الترمذي، سنن ابن ماجه (لم يتمه).

ثم انتقل إلى كينيا ونجح في امتحان الثانوية العامة من مدرسة "نور الإسلام" في مدينة منديرا، وواصل تحصيله العلمي بشكل أكاديمي.
في عام 2001 التحق بجامعة العلوم والتكنولوجيا في اليمن بنظام الانتساب بكلية الدراسات الإسلامية.وفي عام 2007، انتقل إلى السودان والتحق بـمعهد البحوث والدراسات في العالم الإسلامي التابع لجامعة أم درمان الإسلامية، حيث نال:
- دبلومًا عاليًا في قسم السنة وعلوم الحديث (2007).
- درجة الماجستير في السنة وعلوم الحديث (2011).
- درجة الدكتوراه في علوم الحديث (2013).

عرف الشيخ عبد الله الشيخ نور بنشاطه العلمي الغزير، حيث التقى نخبة من العلماء داخل الصومال وخارجها، منهم:
- الشيخ شريف عبد النور مقبل.
- الشيخ محمد نور قوي.

وقد عرف الشيخ بتفوقه في الفقه المذهب الشافعي، حتى إنه قال: "أنا أعرف كلام الإمام الشافعي عن كلام غيره"، وهذا يدل على عمقه ومعرفته لمذهب الإمام الشافعي، وله دور كبير في نشره وتدريسه في الصومال، من خلال الحلقات العلمية.
ولديه عدة إجازات علمية، كما ساهم في نشر العلوم الشرعية عبر التدريس في المساجد والزوايا، وكان من أعمدة مؤسسة الإمام الشافعي التعليمية في مقديشو ومن روادها وأساتذتها، بالإضافة إلى مشاركته في جمعية المشاريع الخيرية في جنوب الصومال.
وله دروس وانشطة دعوية كثيره.

## أعماله العلمية
من أبرز تحقيقاته وأبحاثه الأكاديمية:
- رواية الإمام الشافعي عن شيخه إبراهيم بن أبي يحيى في كتابه الأم، رسالة ماجستير نال بها درجته من جامعة أم درمان الإسلامية (2011). تناول فيها نحو 200 حديث رواها الشافعي عن إبراهيم بن أبي يحيى، وبيّن أن معظمها صحيح سندًا أو له متابعات، باستثناء نحو عشرين حديثًا ضعيفًا.
- الأحاديث المعلقة الواردة في كتاب الأم للإمام الشافعي – وصلاً ودراسة.
- دراسة معمقة حول 869 حديثًا معلقًا جمعها من كتاب الأم. توصل إلى أن أغلبها لها أسانيد في الصحيحين أو شواهد قوية، وعلل التعليق بأسباب متعددة منها: الاختصار، المناظرة، أو رواية الحديث بالمعنى. بلغ عدد صفحات الدراسة نحو 835 صفحة وهي ما تزال مخطوطة غير مطبوعة.

ومن أبرز مؤلَّفاته:
- مناظرات الإمام الشافعي الفقهية ومحاوراته.
- تعليل الفروع الفقهية بالقواعد الأصولية العقلية والقواعد الفقهية في المذهب الشافعي (تطبيقا على شروح منهاج الطالبين).

## حياته المهنية
رغم انخراطه في التجارة والزراعة في مراحل من حياته، فقد تفرغ في العقود الأخيرة للعلم والتعليم والدعوة، وكان له حضور مؤثر في الوسط العلمي والدعوي داخل الصومال وخارجها.

## وصلات خارجية
- درس كتاب التنبيه في الفقه الشافعي.
- قناة الشيخ في تليجرام.
- بعض مؤلفات الشيخ في أرشيف.